# Hieracium kemiticum
Hieracium kemiticum es una especie de planta con flor del género Hieracium, de la familia Asteraceae, orden Asterales.

## Distribución
Hieracium kemiticum se distribuye por Suecia.

## Taxonomía
Fue descrita científicamente por (Norrl.) Brenner.
Tratamiento taxonómico
La especie aparece registrada en una sección de la publicación Meddeland. Soc. Fauna Fl. Fenn.